# Rinzia oxycoccoides
Rinzia oxycoccoides är en myrtenväxtart som beskrevs av Porphir Kiril Nicolai Stepanowitsch Turczaninow. Rinzia oxycoccoides ingår i släktet Rinzia och familjen myrtenväxter. Inga underarter finns listade i Catalogue of Life.